# Mia Mingus
Mia Mingus est une écrivaine, éducatrice et organisatrice communautaire américaine dont le travail se concentre sur les questions de justice pour toutes les personnes handicapées et de justice transformatrice,,,,. 
Elle est connue pour avoir introduit le concept et inventé le terme "access intimacy" (« intimité d'accès »),, et exhorte les études sur le handicap et l'activisme à placer les expériences des personnes marginalisées au centre des luttes pour les personnes ayant un handicap.

## Carrière
L'approche de Mia Mingus en matière de justice pour les personnes handicapées est axée sur le renversement des privilèges. Mingus déclare :
« Nous ne voulons pas simplement rejoindre les rangs des privilégiés ; nous voulons démanteler ces rangs et les systèmes qui les maintiennent. »
Elle est particulièrement connue pour son travail sur « l'accès collectif ». L'accès collectif est intersectionnel et met l'accent sur la manière dont le handicap interagit avec d'autres aspects de l'identité d'un individu, rendant l'activisme pour la justice des personnes handicapées nécessairement intimement lié à l'activisme anti-raciste, féministe, de la justice reproductive, queer et abolitionniste des prisons. 
Insistant sur la solidarité entre les mouvements, l'accès collectif est centré sur un accès soutenu par la communauté et une indépendance mutuelle plutôt qu'un système d'accommodarions spécifiques individualisées.
Mingus a tenu de nombreuses conférences lors d'événements nationaux, notamment lors du Femmes of Color Symposium à Oakland en 2011,, de la Queer and Asian conference en 2013 et du Disability Intersectionality Summit en 2018.

### Distinctions
- (2008) Creating Change Award, National Gay and Lesbian Task Force[16]
- (2010) Forty under 40, The Advocate[17],[18]
- (2013) API women's Champion of Change, Président Barack Obama[19],[20],[21],[22]
- (2013) 100 Women We Love, GO[23]
- (2020) Ford Foundation Disability Futures Fellow[24]

## Vie privée
Mia Mingus est née en Corée. Elle est une adoptée transraciale, élevée par des parents blancs sur l'île de Sainte-Croix. Mia Mingus s'identifie comme personne queer.